# Agnes Simonffy
Agnes Simonffy-Tóth (ur. w 1944) – węgierska florecistka, brązowa medalistka mistrzostw świata.
Podczas mistrzostw świata w Hawanie w 1969 roku Rumunki w składzie: Katalin Kollányi, Judit Ágoston-Mendelényi, Agnes Simonffy, Mária Szolnoki i Ildikó Rejtő zdobyły brązowy medal w zawodach drużynowych. Był to jej jedyny medal wywalczony w zawodach tego cyklu.
Nigdy nie wzięła udziału w igrzyskach olimpijskich.